# Oona O'Neill
Oona O'Neill, também conhecida como Oona Chaplin ou Lady Chaplin (Warwick, 14 de maio de 1925 — Corsier-sur-Vevey, 27 de setembro de 1991) foi uma atriz Britânica. Era filha do dramaturgo ganhador dos prémios Nobel e Pulitzer, Eugene O'Neill e da escritora Agnes Boulton. Foi a quarta esposa do ator, diretor e produtor britânico Charles Chaplin, com quem se casou aos dezoito anos e com quem teve oito filhos.

## Biografia
Nasceu durante a estada de seus pais nas Bermudas. Contava apenas com dois anos de idade quando o seu pai abandonou a família pela atriz Carlotta Monterey, que se tornou a sua terceira esposa.
Oona conheceu Chaplin durante as filmagens de uma de suas películas. Casaram-se em Junho de 1943, casamento que não agradou ao pai dela, que nunca conheceu nenhum dos filhos do casal. Apesar disso, foi a esposa definitiva de Chaplin, mantendo uma relação que durou 35 anos.
Junto com o marido, partiu para a Suíça devido à acusação contra Chaplin de que era comunista, quando da estreia de Luzes da Ribalta, em Setembro de 1952.
Ela retornou aos Estados Unidos para fechar a casa do casal na Califórnia e, discretamente recolher os bens de Chaplin depositados em cofres, mesmo enquanto o FBI procedia ao interrogatório de membros da equipe de Chaplin. Mais tarde ela admitiu ter costurado notas de 1000 dólares norte-americanos no forro do seu casaco de vison, salvando assim a fortuna de Chaplin. Oona renunciou à sua cidadania estadunidense  logo após o seu retorno à Europa. Ela e Chaplin resolveram estabelecer-se definitivamente com a família em Corsier-sur-Vevey, na Suíça, onde passaram a maior parte de sua vida de casados, visitados por amigos de Hollywood.
O casal teve oito filhos: a atriz Geraldine Chaplin, Michael, Josephine Chaplin, Victoria, Eugene Anthony, Jane, Annette e Christopher.
Após a morte de Chaplin aos 88 anos de idade, no Natal de 1977, Oona regressou a Nova Iorque. Logo retornaria a Corsier-sur-Vevey, onde morreria em decorrência de um câncer no pâncreas.

## Filmografia
- 1952 - Luzes da Ribalta
- 1981 - Broken English